# Ubuntu Foundation
La Ubuntu Foundation è una organizzazione non a scopo di lucro fondata il 1º luglio 2005 dal milionario sudafricano Mark Shuttleworth e Canonical Ltd. per assicurare il mantenimento a lungo termine della distribuzione Linux Ubuntu, indipendentemente dalle attività commerciali di Canonical Ltd.. Il suo fondo iniziale è di 10 milioni di dollari